# Karl Ehmer
Karl Ehmer (* 25. November 1906; † 12. November 1978) war ein deutscher Fußballspieler, der in seiner Karriere als Stürmer von 1927 bis 1938 für Eintracht Frankfurt aktiv war.

## Karriere
Der aus Kronberg im Taunus stammende Stürmer war einer der größten Torjäger seiner Zeit. Bereits in seiner ersten Saison für die Eintracht kam er auf 40 Pflichtspieltreffer. Auch dank Ehmer wurde Frankfurt Vizemeister und qualifizierte sich für die Endrunde zur deutschen Fußballmeisterschaft 1928. Am 8. Juli 1928 verlor die Eintracht im Müngersdorfer Stadion in Köln gegen die SpVgg Sülz 07 mit 1:3. Das einzige Tor erzielte Karl Ehmer.
In der Saison 1931/32 erzielte er in 38 Pflichtspielen 54 Tore (davon 33 Tore in 19 Meisterschaftsspielen) und hält somit einen noch heute gültigen Saison-Rekord der Eintracht. In der Endrunde um die deutsche Fußballmeisterschaft erzielte er in vier Spielen sieben Tore; im Finale am 12. Juni 1932 in Nürnberg gelang ihm aber gegen die von Ludwig Goldbrunner angeführte Verteidigung des FC Bayern München kein Treffer. Allerdings spielte er nie für die deutsche Fußballnationalmannschaft. Insgesamt bestritt Ehmer für Eintracht Frankfurt 13 Endrundenspiele um die deutsche Meisterschaft und erzielte dabei 18 Tore. Er kam ebenfalls auf 130 Ligaspiele, in denen er 138 Tore schoss. Weiterhin schoss er 68 Tore in 74 Spielen in der süddeutschen Meisterschaft und 1 Tor in 5 Spielen im Tschammer-Pokal. Er kam für die Eintracht insgesamt auf 224 Tore in 222 Pflichtspielen.

## Sonstiges
Im Jahr 1938 beendete er seine Karriere, nachdem er einige Jahre zuvor nach einer Blinddarmoperation seinen Stammplatz bei der Eintracht verlor. Allerdings absolvierte er in der Saison 1939/40 noch einige Gastspiele beim VfL Benrath.
Als Trainer war er für Union Niederrad tätig.
Er war bis zu seinem Tode am 12. November 1978 Ehrenmitglied und Ehrenspielführer von Eintracht Frankfurt.

## Erfolge
- Zweiter der Deutschen Meisterschaft 1932
- Süddeutscher Meister 1930, 1932